# Gove-Halbinsel
Die Gove-Halbinsel (engl.: Gove Peninsula) liegt im äußersten Nordosten im Arnhem Land. Sie befindet sich an der Westküste des Gulf of Carpentaria, etwa 600 Kilometer östlich von Darwin, im Northern Territory in Australien. Das wirtschaftliche Zentrum der Halbinsel ist der Ort Nhulunbuy, der wegen der Ausbeutung eines der größten Bauxitvorkommen der Welt gegründet wurde. Der heutige Gove Airport auf der Gove-Halbinsel war im Zweiten Weltkrieg ein wichtiger Standort der RAAF, da eine japanische Invasion befürchtet wurde. Der Name der Halbinsel geht auf den Luftwaffenoffizier Pilot-Officer William Gove zurück, der im Zweiten Weltkrieg bei einem Flugzeugabsturz auf der Insel Milingimbi starb.

## Geschichte
Auf dem Gebiet der Gove-Halbinsel leben seit Jahrtausenden die Aborigines-Clans der Gumatj, Rirratjingu, Djapu, Madarrpa und Dhalwanguder des Aborigines-Stamms der Yolngu. 
Der erste Europäer, der 1623 in das Seegebiet der Gove-Halbinsel kam, war der Holländer Willem van Colster. 1803 kam Matthew Flinders auf seiner Umsegelung von Australien dorthin und berichtete in seinen Aufzeichnungen detailliert über die Halbinsel. 
Nordwestlich der Gove-Halbinsel fischten Makassaren und anschließend Japaner nach Trepang, wobei letztere auch Perlenfang betrieben. 1907 wurde Ausländern das Fischen in den dortigen Gewässern verboten. 
Im frühen 19. Jahrhundert kamen die Yolngu auf der Halbinsel mit europäischen Prospektoren und Viehzüchtern in Kontakt. Im Zuge der europäischen Kolonisierung kam es zu Konflikten mit den Aborigines. 1931 wurde ein Reservat in der Größe von 96.000 km im Arnhem Land proklamiert, die Arnhem Land-Aboriginal Reserve. Heute halten Land Trusts der Aborigines etwa ein Gebiet von 100.000 km² als Aboriginal freehold land. 1935 gründete die Methodisten ihre erste Aborigines-Missionsstation bei Yirrkala.
In den 1950er Jahren begann im östlichen Northern Territory die Lagerstättenerkundung von Rohstoffen und das große Bauxit-Vorkommen auf der Gove-Halbinsel wurde entdeckt. Das Bauxit-Vorkommen erstreckt sich über ein Gebiet 65 km² und enthält etwa 250 Millionen Tonnen. Als 1963 die liberalkonservative Regierung von Robert Menzies den Bauxitabbau auf der Halbinsel erlaubte, wehrten sich die Yolngu gegen den Abbau auf ihrem Land und reichten die Yolngu Bark Petition im australischen Parlament ein, die zwar erfolglos blieb, aber große Bedeutung für die Aufnahme von Menschenrechten der indigenen Bevölkerung in der Verfassung Australiens hatte. Darüber hinaus gilt sie als ein historisches Dokument dieser Demokratie und als Ausgangspunkt der Landrechtebewegung der Aborigines. Unterzeichnet hatten diese Petition 13 führende Vertreter des Aborigines-Clans der Yolngu. Der Abbau begann 1973 durch das Unternehmen Nabalco, seit 2007 wird er von der Rio Tinto Alcan Gove betrieben. Um den Bauxitabbau zu betreiben, entstand der Ort Nhulunbuy mit einer Hafenanlage, einer Aluminium-Raffinerie zur Herstellung von Aluminiumoxid und einer Anlage zur Energieerzeugung. Im Juli 1972 nahm die Gove-Bauxitmine ihren Betrieb auf, die heute eine jährliche Kapazität von 8,5 Millionen Tonnen Erz hat.

## Kultur
Die traditionellen Eigentümer des Landes blicken auf eine reichhaltige Kulturgeschichte und Traditionen zurück. Sie haben starke spirituelle Bezüge zu ihrem Land. Die Kultur und Lebensgewohnheiten der Yolngu, die auf ihrer Rindenmalerei dokumentiert ist, wurden auch von den seefahrenden Makassaren beeinflusst. Beispielsweise kannten die Yolngu bereits vor der Ankunft der Europäer Beile aus Eisen. 
Es gibt auf der Gove-Halbinsel zwei Kunstzentren: Nambara Arts and Crafts bei Nhulunbuy und Buku Larrngay Mulka in Yirrkala.
Seit Jahren findet auf Gulkula bei Nhulunbuy das Garma-Festival statt, das von etwa 2000 Menschen besucht wird. Das Festival bietet Vorstellung von Tanz, Gesang, Musik und Kunst dar.
Die Musikkultur im Arnhem Land, vor allem die auf der Gove-Halbinsel, ist stark vom Didgeridoo geprägt, wobei insbesondere die Yolngu bedeutende Künstler hervorgebracht haben, die dieses Instrument bespielen und bauen. Hohen Bekanntheitsgrad haben die musikalischen Darbietungen der Band Yothu Yindi aus Yirrkala.

## Landschaft
An der Küstenlinie befinden sich extensive Dünenfelder. Felsige Landzungen sind verbreitet und Granit tritt teilweise zutage, einige Felsen vor der Küste sind bewachsen und in Meeresarmen breiten sich Mangroven aus. Im Inland liegen lateritische Plateaus und einige Aufschlüsse von Granit. Die Vegetation reicht von spärlichem Grasbewuchs, der Dünen bedeckt, bis zu relativ großen offenen Wäldern aus Eukalypten auf Sandebenen und Plateaus. Es gibt auch kleine Monsunwälder hinter den Küstendünen.
Die Strände, Buchten und Inseln zeichnen sich durch weiße Sande aus. Diejenigen Strände, die von Erholungssuchenden aufgesucht werden, sind vor allem Nanydjaka (Cape Arnhem), Lurrupukurru (Oyster Beach), Rangura (Caves Beach), Baringura (Little Bondi), Ngumuy (Turtle Beach), Garanhan (Macassan Beach) und Daliwuy (Daliwoi Bay).

## Flora und Fauna
An den Stränden und vor der Küste liegenden Inseln legen Wallriffschildkröte, Echte Karettschildkröte, Oliv-Bastardschildkröte und vor allem die Suppenschildkröte ihre Eier ab. Die Inseln sind ein bedeutender Brutplatz von Seevögeln, vor allem der Rosenseeschwalbe. Neben weiteren Tieren, die im Gebiet des Northern Territory geschützt sind, gibt es im Gebiet der Halbinsel 18 gefährdete Arten, darunter drei Pflanzen-, 14 Wirbeltier- und eine Schmetterlingsart.

## Klima
Das Klima auf der Halbinsel ist subtropisch heiß und feucht. Geprägt wird es durch zwei Jahreszeiten, durch die Trockenzeit von April bis November und die Regenzeit von Dezember bis März. Der Monsun weht trockene, oft starke Südostwinde im Winter und regenbringende Nordwestwinde im Sommer über die Halbinsel. Während der Regenzeit, die zwei bis drei Monate dauert, fällt der meiste Niederschlag. Es gibt auch regelmäßig Zyklone.

## Erreichbarkeit
Erreicht werden kann die Halbinsel auf der 682 Kilometer langen Central Arnhem Road, die 52 Kilometer südlich von Katherine abzweigt. Die ersten 30 Kilometer der Straße sind befestigt, anschließend kann die Straße nur mit Allrad-Fahrzeugen befahren werden. Zur Bewältigung der Strecke muss ausreichend Treibstoff mitgenommen werden, da es auf der Wegstrecke keine Tankstelle gibt. Zum Befahren ist eine Erlaubnis erforderlich, da das Land der Yolngu Clans gequert wird. Die Halbinsel kann auch mit Schiffen erreicht werden. Die meisten Reisenden kommen allerdings zum Gove Airport mit Flugzeugen von Qantas und Airnorth aus Cairns und Darwin.